# Palojärvi (sjö i Finland, Satakunta)
Palojärvi är en sjö i Finland. Den ligger i kommunen Ulvsby i landskapet Satakunta, i den sydvästra delen av landet, 220 km nordväst om huvudstaden Helsingfors. Palojärvi ligger 46 meter över havet. Arean är 36,7 hektar och strandlinjen är 4,49 kilometer lång. Sjön  ingår i Kumo älvs huvudavrinningsområde.   I omgivningarna runt Palojärvi växer i huvudsak blandskog.